# Doubt (Twenty One Pilots)
Doubt è un brano musicale del duo musicale statunitense Twenty One Pilots, pubblicato nel loro quarto album in studio Blurryface nel 2015.
Il 9 aprile 2025 una versione demo del brano è stata pubblicata come singolo, accompagnata da un video ufficiale diretto da Mark C. Eshleman.

## Descrizione
Ottava traccia di Blurryface, il brano è stato prodotto da Ricky Reed e registrato al Serenity West Recording a Hollywood, in California, insieme ai singoli estratti dall'album (eccetto Stressed Out, registrato sempre in California ma in un altro studio con un altro produttore), ed è scritto come di consueto dal cantante del duo Tyler Joseph. Il brano, al pari di Message Man, è l'unico a non figurare la partecipazione del batterista Josh Dun.
Nel 2016 il gruppo ha suonato dal vivo il brano in memoria della cantante Christina Grimmie, che in passato lo aveva reinterpretato in uno dei suoi video su YouTube.

## Tracce
Testi e musiche di Tyler Joseph.
1. Doubt (Demo) – 2:58

## Formazione
Twenty One Pilots
- Tyler Joseph – voce, programmazione
- Josh Dun – batteria elettronica

Altri musicisti
- Ricky Reed – programmazione, voce aggiuntiva
- LunchMoney Lewis – cori aggiuntivi

Produzione
- Ricky Reed – produzione
- Drew Kapner – ingegneria del suono
- Michael Peterson – assistenza tecnica

## Classifiche
| Classifica (2015)                | Posizione massima |
| -------------------------------- | ----------------- |
| Stati Uniti (rock)               | 32                |
| Classifica (2025)                | Posizione massima |
| Austria                          | 45                |
| Canada                           | 96                |
| Germania                         | 85                |
| Paesi Bassi                      | 96                |
| Repubblica Ceca                  | 80                |
| Stati Uniti (hot alternative)    | 23                |
| Stati Uniti (rock & alternative) | 23                |
| Svizzera                         | 56                |

### Classifiche di fine anno
| Classifica (2016)  | Posizione |
| ------------------ | --------- |
| Stati Uniti (rock) | 73        |